# Reprezentacja Ukrainy w piłce ręcznej mężczyzn
Reprezentacja Ukrainy w piłce ręcznej mężczyzn – narodowy zespół piłkarzy ręcznych Ukrainy. Reprezentuje swój kraj w rozgrywkach międzynarodowych.

## Turnieje

### Udział wmistrzostwach świata
| Rok  | Kwalifikacje            | Wynik                   | Źródło |
| ---- | ----------------------- | ----------------------- | ------ |
| 1993 | Nie zakwalifikowała się | Nie zakwalifikowała się |        |
| 1995 | Nie zakwalifikowała się | Nie zakwalifikowała się |        |
| 1997 | Nie zakwalifikowała się | Nie zakwalifikowała się |        |
| 1999 | Nie zakwalifikowała się | Nie zakwalifikowała się |        |
| 2001 | Awans                   | 7.                      |        |
| 2003 | Nie zakwalifikowała się | Nie zakwalifikowała się |        |
| 2005 | Nie zakwalifikowała się | Nie zakwalifikowała się |        |
| 2007 | Awans                   | 14.                     |        |
| 2009 | Nie zakwalifikowała się | Nie zakwalifikowała się |        |
| 2011 | Nie zakwalifikowała się | Nie zakwalifikowała się |        |
| 2013 | Nie zakwalifikowała się | Nie zakwalifikowała się |        |
| 2015 | Nie zakwalifikowała się | Nie zakwalifikowała się |        |
| 2017 | Nie zakwalifikowała się | Nie zakwalifikowała się |        |
| 2019 | Nie zakwalifikowała się | Nie zakwalifikowała się |        |
| 2021 | Nie zakwalifikowała się | Nie zakwalifikowała się |        |
| 2023 |                         |                         |        |
| 2025 |                         |                         |        |
| 2027 |                         |                         |        |

### Udział wmistrzostwach Europy
| Rok  | Kwalifikacje            | Wynik                   | Źródło |
| ---- | ----------------------- | ----------------------- | ------ |
| 1994 | Nie zakwalifikowała się | Nie zakwalifikowała się |        |
| 1996 | Nie zakwalifikowała się | Nie zakwalifikowała się |        |
| 1998 | Nie zakwalifikowała się | Nie zakwalifikowała się |        |
| 2000 | Awans                   | 12.                     |        |
| 2002 | Awans                   | 11.                     |        |
| 2004 | Awans                   | 15.                     |        |
| 2006 | Awans                   | 12.                     |        |
| 2008 | Nie zakwalifikowała się | Nie zakwalifikowała się |        |
| 2010 | Awans                   | 16.                     |        |
| 2012 | Nie zakwalifikowała się | Nie zakwalifikowała się |        |
| 2014 | Nie zakwalifikowała się | Nie zakwalifikowała się |        |
| 2016 | Nie zakwalifikowała się | Nie zakwalifikowała się |        |
| 2018 | Nie zakwalifikowała się | Nie zakwalifikowała się |        |
| 2020 | Awans                   | 19.                     |        |
| 2022 | Awans                   | 24.                     |        |
| 2024 |                         |                         |        |

## Skład naMistrzostwa Świata 2007
| Numer | Nazwisko            | Rok urodzenia | Wzrost |
| ----- | ------------------- | ------------- | ------ |
| 1     | Serhij Biłyk        | 1970          | 2,01   |
| 2     | Wiktor Szkrobaneć   | 1981          | 1,97   |
| 3     | Jewhen Gurkowski    | 1980          | 1,95   |
| 4     | Wołodymyr Kysil     | 1980          | 2,00   |
| 5     | Jurij Petrenko      | 1977          | 1,87   |
| 6     | Witalij Nat         | 1977          | 1,83   |
| 7     | Andrij Abramow      | 1982          | 1,74   |
| 9     | Serhij Szelmenko    | 1983          | 1,93   |
| 10    | Andrij Nataluk      | 1971          | 2,01   |
| 11    | Serhij Remizow      | 1980          | 2,05   |
| 12    | Jewhen Budko        | 1978          | 2,00   |
| 13    | Jurij Kostecki      | 1972          | 1,92   |
| 14    | Ihor Andriuszczenko | 1982          | 1,95   |
| 15    | Serhij Onufrijenko  | 1985          | 1,85   |
| 16    | Wadym Brażnyk       | 1975          | 2,00   |
| 17    | Ołeh Malcew         | 1973          | 1,89   |